# Konrad Gruszkowski
Konrad Gruszkowski (Rabka-Zdrój, 27 gennaio 2001) è un calciatore polacco, difensore del GKS Katowice.

## Carriera

### Club
Cresciuto nel settore giovanile del Wisła Cracovia, nel 2019 è stato ceduto in prestito stagionale al Motor Lublino, con cui ha disputato 14 partite in III liga. Rientrato alla base, ha esordito in prima squadra il 18 ottobre 2020, nella vittoria esterna per 6-0 contro lo Stal Mielec in Ekstraklasa.

### Nazionale
Ha giocato nelle nazionali giovanili polacche Under-20 ed Under-21.

## Statistiche

### Presenze e reti nei club
Statistiche aggiornate al 21 febbraio 2022.
| Stagione              | Squadra               | Campionato            | Campionato | Campionato | Coppe nazionali | Coppe nazionali | Coppe nazionali | Coppe continentali | Coppe continentali | Coppe continentali | Altre coppe | Altre coppe | Altre coppe | Totale | Totale |
| Stagione              | Squadra               | Comp                  | Pres       | Reti       | Comp            | Pres            | Reti            | Comp               | Pres               | Reti               | Comp        | Pres        | Reti        | Pres   | Reti   |
| --------------------- | --------------------- | --------------------- | ---------- | ---------- | --------------- | --------------- | --------------- | ------------------ | ------------------ | ------------------ | ----------- | ----------- | ----------- | ------ | ------ |
| 2019-2020             | Motor Lublino         | 3L                    | 14         | 0          |                 | -               | -               |                    | -                  | -                  |             | -           | -           | 14     | 0      |
| 2020-2021             | Wisła Cracovia        | EK                    | 7          | 0          | CP              | 0               | 0               |                    | -                  | -                  |             | -           | -           | 7      | 0      |
| 2021-2022             | Wisła Cracovia        | EK                    | 19         | 1          | CP              | 2               | 0               |                    | -                  | -                  |             | -           | -           | 21     | 1      |
| Totale Wisła Cracovia | Totale Wisła Cracovia | Totale Wisła Cracovia | 26         | 1          |                 | 2               | 0               |                    | -                  | -                  |             | -           | -           | 28     | 1      |
| Totale carriera       | Totale carriera       | Totale carriera       | 40         | 1          |                 | 2               | 0               |                    | -                  | -                  |             | -           | -           | 42     | 1      |